# Жлибинайское староство
Жлибинайское староство (лит. Žlibinų seniūnija) — одно из 11 староств Плунгеского района, Тельшяйского уезда Литвы. Административный центр — деревня Жлибинай.

## География
Расположено на западе Литвы, в юго-восточной части Плунгеского района, на Жемайтской водораздельной гряде Жемайтской возвышенности.
Граничит с Паукштакяйским староством на севере и северо-западе, Бабрунгским — на западе, Сталгенайским — на юго-западе, Мядингенайским староством Ретавского самоуправления — на юге, Жаренайским староством Тельшяйского района — на юго-востоке, и Ришкенайским староством Тельшяйского района — на востоке и северо-востоке.

## Население
Жлибинайское староство включает в себя 26 деревень.